# Central Tejo (funcionamiento)
En esencia el funcionamiento de una central termoeléctrica es el siguiente: quemar combustible para crear vapor y, este a su vez, mover un turboalternador para generar energía eléctrica. Pero no todo es tan sencillo, para tal causa es necesario un grande y complejo entramado de circuitos internos de aire y agua, y la cremación de un combustible fósil que, en el caso de la Central Tejo, era el carbón.

## Carbón
Los barcos cargados de carbón proveniente, en su mayoría, de Inglaterra, llegaban hasta el muelle de la central; seguidamente, se colocaban unas tablas para salvar el paso del barco al muelle y, durante días, los operarios iban descargando el carbón para dejarlo en diversas pilas en la plaza del carbón. Empezaba ahora y aquí todo el proceso productivo de electricidad en la Central Tejo.
El transporte del carbón hacia el circuito de alimentación de las calderas era realizado a través de vagonetas manuales que iban desde las pilas de carbón hasta el cribo y el triturador. Después pasaba por los sinfines que lo elevaban a los silos mezcladores, los cuales almacenaban los diversos tipos de carbón para posibilitar una mezcla equilibrada para la buena combustión en la caldera.
Ya mezclados, volvían a subir por otro sinfín hasta el tapete de distribución de carbón, situado en el piso superior del edificio de las calderas. Desde este tapete, el carbón caía a las tolvas y de aquí se distribuía, a través de los tubos de caída, sobre el tapete rotativo de rejilla, ya dentro de la caldera, donde empezaba poco a poco a quemarse produciendo una temperatura ambiente, en su interior, de unos 1.200 °C.

## Circuitos de la caldera
Principalmente, la caldera estaba constituida por tres circuitos: el de agua-vapor, aire-humos y cenizas. Las funciones de cada uno de ellos era indispensable y complementario del otro; el circuito de aire-vapor tenía por función transformar el agua en vapor; el circuito de aire-humos era de gran importancia ya que, el mejor o peor aprovechamiento del circuito, variaba el rendimiento de la caldera; y finalmente, el circuito de las cenizas donde se recogía el carbón o las cenizas de la caldera.

El agua necesaria para la producción de vapor era tratada y circulaba por un circuito cerrado, entraba a la caldera a través del economizador situado en la parte posterior y, de aquí, pasaba al barrilete situado sobre la caldera, el cual funcionaba como un depósito de agua y vapor haciendo de enlace entre los dos circuitos. Del barrilete, el agua descendía por las llamadas paredes Bailey, es decir, las paredes situadas en la parte interna del horno de la caldera, diseñadas para mantener el calor en su interior y realizadas en hierro fundido con numerosos tubos verticales en su interior por donde discurría el agua a la vez que la vaporizaba. Esta mezcla de vapor y agua subía de nuevo hacia el barrilete, el vapor iba hacia el sobrecalentador, un conjunto de tubos situados también en el interior del horno, donde se transformaba el vapor húmedo en seco obteniendo una gran presión (38 kg/cm² i 450 °C en el momento de alta presión) para enviarlo con las condiciones necesarias hasta la turbina de la sala de máquinas.
Así como agua y vapor, también era necesario aire para la combustión del carbón. La mayor parte de este circuito se encontraba en la parte posterior de la caldera; aprovechando la máxima temperatura ambiente que salía por encima de ella, era recogida por el ventilador de aire primario que la enviaba hacia el calentador y, de aquí, al ventilador de aire secundario que la destinaba hacia el tapete de parrilla para avivar las llamas. Por su lado, los humos provenientes de la quema de combustible eran aspirados por los ventiladores de extracción de humos que los enviaban hacia la atmósfera a través de la chimenea; pero antes de eso, el calor de estos humos era reutilizado para avivar las llamas y también era filtrado para reducir las emisiones.
El último circuito, el de las cenizas, está situado debajo de la caldera. Por cada una de ellas existen tres tolvas, en forma troncocónica invertida, destinadas a la recuperación del carbón no quemado, semiquemado y las cenizas de carbón. El que se sitúa bajo los tubos de caída, es decir, al principio del tapete de parrilla, recogía los pedazos de carbón que habían salido fuera del tapete en el momento de la distribución; el situado en medio, recogía el carbón semiquemado que había caído del tapete debido a las vibraciones de la caldera; el carbón recuperado de estos depósitos era enviado hacia la plaza del carbón, al principio del circuito de alimentación de las calderas, para reaprovecharlo. Finalmente, el tercer depósito, situado al final del tapete de parrilla, recogía las cenizas de carbón, en su salida había un triturador, aliviado con agua para refrescar las cenizas. Estas, eran transportadas en vagonetas hacia el exterior y depositadas en un silo llamado “skip das cinzas”, situado en la plaza del carbón.

## Depuración de agua
El agua conducida hacia la caldera era totalmente pura y circulaba en un circuito cerrado; al contrario del que se podría deducir a priori, la central no utilizaba el agua del río Tajo para vaporizarla sino que esta provenía de la red urbana. Primeramente, era almacenada en el castillo de agua situado en el tejado del edificio de calderas de alta presión y, posteriormente, era tratada  en la Sala de Aguas donde se realizaban tres funciones principalmente: tratamiento, precalentamiento y bombeo del agua.
El tratamiento era de una gran importancia ya que, las propias impurezas del agua y el exceso de oxígeno, podía oxidar los tubos y perforar las aspas de las turbinas; además de acumularse e incrustarse pequeñas partículas en el hierro y el acero, degradando los equipamientos y reduciendo sus rendimientos. Es por eso que toda el agua llegada a la central era analizada en el laboratorio y, después, era sometida a un complejo tratamiento de depuración, filtraje y corrección química antes de entrar en el circuito, ya solo en forma de H2O.
Así pues, después de este tratamiento, el agua tenía que ser precalentada antes de seguir el recorrido hacia las calderas, para aumentar el rendimiento térmico de la combustión. Para conseguirlo, dentro de los toneles de calentamiento se utilizaba el vapor recuperado de las turbinas, provocando un cambio térmico y obteniendo una temperatura de 130°.
Con esta temperatura, solo quedaba meter el agua a una cierta presión antes de conducirla hasta las calderas. El conjunto de bombas de la sala de aguas garantía su transporte ya que dotaba al agua de una presión de 52kg/cm2, suficientes para vencer la presión opuesta existente en los barriletes de las calderas.

## Turboalternadores
El vapor producido en las calderas se dirigía a alta presión (38 kg/cm²) hacia los grupos generadores, los cuales transformaban la energía térmica del vapor en energía mecánica a través de la turbina y, esta, en energía eléctrica a la salida del alternador.
Los grupos generadores estaban formados por una turbina y por un alternador, de ahí el nombre de turboalternador. La turbina disponía de ocho aspas teniendo la primera dos coronas de paso y, las otras siete, solo una. El vapor proveniente de las calderas, entraba en la caja de distribución de la turbina a través de la válvula de admisión. Desde esa caja el vapor, pasando por los venturis, entraba en la primera aspa, donde se expandía, adquiriendo una gran velocidad que ponía la turbina a 3000 rpm. En las siguientes aspas, la presión de vapor disminuía gradualmente hasta igualar la presión del condensador pero, su velocidad en cambio, se mantenía constante.
Todo esto hacía girar las aspas de la turbina y esta, a través de un eje, hacía rodar el alternador, el cual producía energía eléctrica de alta tensión para distribuir a los consumidores y a los propios equipamientos eléctricos de la central. El alternador, bobinado con estrella, producía una corriente trifásica que cargaba para la red una tensión de 10.500 V, con una frecuencia de 50 ciclos por segundo (cps). La corriente de excitación del alternador era abastecida por la excitatriz, un generador de corriente continua acoplado directamente al eje, el cual, en plena carga, tenía una tensión de 170 Volts CC, con una intensidad de 340 Amp.
La energía que producía cada uno de los alternadores, era conducida hasta los entramados de salida. Cada entramado, o línea, iba destinada a la subestación y, de allí, se abastecía a los diversos clientes. El primer entramado tenía una potencia de 10 kV instalada en la subestación que alimentaba la red eléctrica de Lisboa y, así mismo, dos entramados más, uno de 3,3 kV y otro de 30 kV. De estos dos entramados, el primero y más antiguo, además de suministrar energía a la Red de consumidores, también alimentaba los servicios auxiliares de la Central Tejo; del segundo, de 30 kV, partían dos cabos, uno para Marvila continuando para Vila Franca de Xira y, el otro, directamente hacia la ciudad de Santarém, para alimentar la clientela industrial, situada al largo del valle del Tajo.

## Condensadores
Por su lado el vapor, después de realizar su función de mover las aspas de la turbina, se dirigía hacia los condensadores donde se transformaba nuevamente en agua para volverla a utilizar en las calderas. El vapor entraba en el condensador y, por contacto con el sistema tubular de su interior, lleno de agua fría, volvía a un estado líquido.
Esta agua de refrigeración era recogida del río Tajo mediante tres conductos de entrada y uno de salida donde, a través de sifonaje, forzaban al agua a entrar en los canales; el agua del río nunca se mezclaba con el agua pura utilizada en las calderas ya que, como fue dicho, en el interior de los condensadores, había un sistema tubular por donde discurría el agua y, el vapor, estaba escampado entre el espacio libre.
Tras esta condensación de vapor, el agua resultante era aspirada por las bombas extractoras y enviada de nuevo hacia el barrilete de la caldera, pasando primero por los calentadores de agua, tanques y bombas de alimentación y, finalmente, para el economizador. La recuperación del vapor condensado para una nueva utilización como agua de alimentación en la caldera, es el cierre del ciclo agua-vapor de una central termoeléctrica y el de la Central Tejo, como tal, no es una excepción.